# Obstipation
Als Obstipation oder Verstopfung, auch Stuhlverstopfung, wird eine erschwerte und unvollständige Darmentleerung mit verminderter Häufigkeit bezeichnet. Der Begriff Konstipation wird meist gleichbedeutend verwendet. Das Krankheitsbild ist in der Humanmedizin wie in der Tiermedizin gleichermaßen von Bedeutung. In diesem Artikel soll die Obstipation beim Menschen behandelt werden. Etwa 20 % der Bewohner Deutschlands leiden zumindest gelegentlich unter Verstopfung, davon etwa 75 % Frauen. Im Alter betrifft eine Verstopfung ca. 26 % der Männer über 84 Jahren und 34 % der Frauen.

## Wortherkunft
Das Wort Obstipation, lateinisch obstipatio („Gedrängtsein“, „Aufhäufung“), kommt von lateinisch ob, „zu (… hin)“, „wegen“, „entgegen“, und (wie Konstipation, lateinisch constipatio „Gedränge“, von constipare „zusammendrängen“) von stipare „zusammendrängen“, „gedrängt vollstopfen“, „zusammenpressen“, „zusammenhäufen“, „drängen“.

## Historisches
Bereits im alten Ägypten und im Mittelalter wurden nachweislich Verdauungsstörungen beschrieben. In medizinischen Schriften aus jenen Zeiten sowie in Literatur und Kunst finden sich zahlreiche Hinweise auf Obstipation.

## Normale Funktion der Darmpassage
Eine vollständige Verdauung vom Kauen und Schlucken bis zum Stuhlgang unterliegt zeitlich starken Schwankungen und dauert normalerweise acht Stunden bis drei Tage. Diese sogenannte Transitzeit hängt von verschiedenen Faktoren ab. Neben Veranlagung, Stress und Trinkmenge wird sie auch durch die Aufnahme von Ballaststoffen bestimmt. Dabei bewirkt eine vermehrte Zufuhr von Ballaststoffen eine Verkürzung der Transitzeit.
Die Stuhlentleerung regelt sich dabei über einen Reflex, der jedoch willentlich unterdrückt werden kann. Auslöser für den Defäkationsreflex ist die Füllung des Mastdarms. Erst bei ausreichender Füllung wird der Reflex ausgelöst, die Muskulatur in der Wand des Mastdarms erzeugt eine erhöhte Spannung, der Stuhldrang entsteht und signalisiert, dass eine Darmentleerung angebracht wäre.
Die Menge des abgesetzten Stuhls wird stark durch die Ernährung beeinflusst. Sie schwankt zwischen durchschnittlich 100 g pro 24 Stunden bei ballaststoffarmer Ernährung bis zu 350 g pro 24 Stunden bei Vegetariern.

## Formen

### Akute Obstipation
Jede plötzlich einsetzende Störung der Stuhlentleerung muss als akute Obstipation bezeichnet werden. Sie ist immer abklärungsbedürftig. Ursachen für eine akute Obstipation können sein:
- Nebenwirkung von Medikamenten (z. B. Opiate)
- Schmerzen beim Stuhlgang (z. B. bei einer Analfissur)
- Änderung der Lebensgewohnheiten (z. B. bei einer Reise)
- Darmverschluss (Ileus)[12]

Der Darmverschluss ist die wichtigste Differentialdiagnose bei der akuten Obstipation, weil es sich dabei um eine Erkrankung handelt, die einer sofortigen Abklärung und Behandlung bedarf. Treten zusätzlich zu den Verstopfungsbeschwerden Symptome wie
- Windverhalt
- heftige Schmerzen
- angeschwollener Bauch
- Erbrechen von Kot (Miserere)
- Schock

auf, können diese Beschwerden auf einen Darmverschluss (Ileus) zurückzuführen sein. Diese Patienten müssen sofort ärztlich betreut werden, bisweilen ist eine sofortige operative Behandlung notwendig.
Die Reiseobstipation ist eine akute funktionelle Obstipation. Es liegen also keine ursächlichen Grunderkrankungen vor. Der Körper ist mit der neuen Situation nicht vertraut und reagiert mit einer vorübergehenden Darmträgheit. Ursachen einer Reiseobstipation können sein:
- ungewohnte Nahrungsmittel und Gewürze
- Flüssigkeitsmangel bedingt durch hohe Temperaturen und trockene Luft
- Zeitumstellung bei Fernreisen
- ungewohnter Alltagsablauf

### Chronische Obstipation

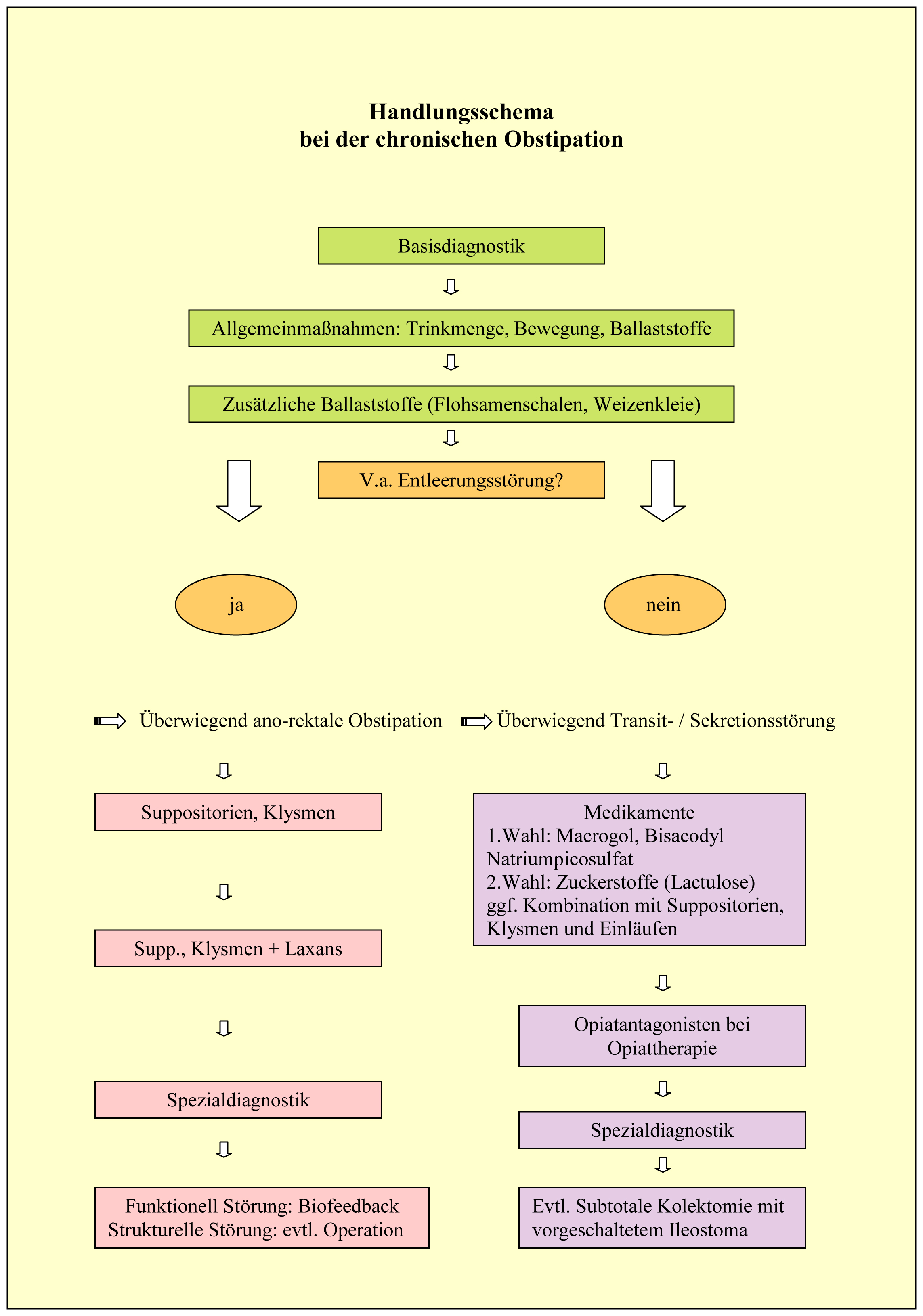
Handlungsschema chronische Obstipation

#### Definition und Häufigkeit
Von chronischer Obstipation spricht man, wenn zwei der u.g. Kriterien an mindestens 12 Wochen innerhalb der letzten sechs Monate aufgetreten sind (Rom-IV-Kriterien):
- Starkes Pressen bei mind. 25 % der Defäkationen
- Klumpiger, harter Stuhlgang bei mind. 25 % der Defäkationen
- Gefühl der unvollständigen Entleerung bei mind. 25 % der Defäkationen
- Gefühl, dass die Stuhlpassage blockiert ist bei mind. 25 % der Defäkationen
- Manuelle Hilfe zur Erleichterung der Entleerung bei mind. 25 % der Defäkationen
- Weniger als drei Entleerungen pro Woche

Dabei darf kaum weicher, ungeformter Stuhl (außer mit Abführmitteln) und kein Reizdarmsyndrom vorliegen.
In Europa kann von einer Häufigkeit des Auftretens (Prävalenz) von 15 % der Allgemeinbevölkerung ausgegangen werden. Gruppen mit deutlich erhöhter Prävalenz sind Frauen und ältere Menschen.
Entsprechend ihrer Ursachen wird die chronische Verstopfung in drei Gruppen eingeteilt, die kologene Obstipation, die anorektale Obstipation und die idiopathische Obstipation, bei der keine eindeutige körperliche Ursache gefunden wird.

#### Diagnostik
Die Basisdiagnostik der chronischen Obstipation umfasst eine gründliche Befragung (Anamnese) mit besonderer Beachtung von Begleitsymptomen, Begleiterkrankungen und eventueller Medikamenteneinnahme. Die übliche Menge, Häufigkeit und Konsistenz des Stuhlgangs soll erfragt werden. Dabei dient die Zuhilfenahme der Bristol-Stuhlformen-Skala der Abschätzung der Transitzeit. Die körperliche Untersuchung beinhaltet die Inspektion des Darmausgangs und die Prüfung der Spannung des Schließmuskels mit dem Finger. Dabei soll der Patient auch den Schließmuskel willentlich zukneifen und drücken wie beim Stuhlgang. Wenn der Patient über häufige Bauchschmerzen im Berichtszeitraum klagt, muss an ein Reizdarmsyndrom gedacht werden. Wenn keine Warnsymptome bestehen, ist keine weitere apparative Diagnostik erforderlich.

#### Kologene Obstipation
Die kologene Obstipation ist eine Form der chronischen Verstopfung, die auch unter dem Begriff Slow-transit-Obstipation bekannt ist. Durch mangelnde Beweglichkeit des Darms wird der Darminhalt nur langsam vorwärts bewegt. Da dem Darminhalt ständig Wasser entzogen wird, entsteht harter Stuhl. Die Ausscheidung kann dadurch um bis zu zwei Wochen verzögert sein. Folgende Ursachen kommen in Frage:
- Verknüpfungen von faserarmer Kost, geringer Trinkmenge, mangelnder Bewegung und Unterdrückung des Stuhldrangs mit Obstipation sind nicht belegt
- Bewegungsstörungen des Darms aufgrund von Fehlfunktionen von Nerven und Muskeln[18]
- Polyneuropathie[19]
- Passagehindernisse im Darm wie Narben, Verwachsungen[20]
- Multiple Sklerose[20]
- Morbus Parkinson[20]
- Mastzellaktivierungssyndrom (MCAS)[21]
- Querschnittlähmung[22]
- Sklerodermie (Erkrankung des Gefäß- und Bindegewebes)[20]
- muskuläre Störungen und Bindegewebserkrankungen[20]
- hormonelle Einflüsse, z. B. bei Schilddrüsenunterfunktion (Hypothyreose)[20]
- Nebenwirkungen von Medikamenten: Mittel gegen psychische Erkrankungen (Psychopharmaka), Schlafmittel, Beruhigungsmittel, kalziumhaltige Magensäurebinder, Opiate (z. B. Morphin), Eisenpräparate, entwässernde Medikamente (Diuretika), Antihypertensiva, Antiparkinsonmedikamente, Antiepileptika, Anticholinergika (bei Harninkontinenz)[20]

#### Anorektale Obstipation
Die anorektale Obstipation ist eine Form der chronischen Verstopfung, die auf Veränderungen oder Störungen im Bereich des Enddarms und des Afters zurückgeführt wird. Es handelt sich also um Stuhlentleerungsstörungen im engeren Sinn (Störung der Defäkation, Outlet-Obstipation). Zu den Ursachen zählen:
- Verengung des Darmausgangs (Analstenose z. B. durch Analkrebs oder Narbenbildung bei wiederkehrender Analfissur)
- Herausrutschen eines Teils des Mastdarmgewebes aus dem After (Rektumprolaps, Analprolaps)
- Aussackung des Enddarms (Rektozele)
- angeborene Verdickung des inneren Schließmuskels (Sphincter internus)
- gestörte Motorik von Enddarm (Rektum) und After (wie beim M. Hirschsprung)
- gestörte Koordination der inneren und äußeren Schließmuskeln (Dyschezie)[23]

#### Funktionelle Obstipation
Der Begriff der funktionellen oder idiopathischen Obstipation beschreibt die Situation, dass bei einer chronischen Obstipation keine krankhaften organischen Veränderungen gefunden werden können. Die Definition entspricht ebenso den Rom-IV-Kriterien. Da die Feststellung einer funktionellen Störung immer eine Ausschlussdiagnostik voraussetzt, unterscheiden sich die diagnostischen Maßnahmen nicht von denen der Obstipation bei organischen Ursachen.

#### Obstipation bei Kindern
Die chronische Obstipation bei Kindern ist zu über 90 % funktionell bedingt, organische Ursachen sind selten. Häufig sind es unangenehme Erfahrungen im Zusammenhang mit der Defäkation, die die Kinder dazu bringen, den Stuhlgang zu unterdrücken. Das können schmerzhafte Defäkationen in der Vergangenheit sein oder als unpassend empfundene Rahmenbedingungen (z. B. mangelhafter Zustand von Toiletten in Schulgebäuden). Wird der Darminhalt zu lange zurückgehalten, kommt es zur Bildung harter Stuhlballen. Dazwischen kann sich flüssiger Darminhalt befinden, der sogar aus dem Darmausgang austritt. Oft wird dann fälschlicherweise ein Einkoten als eigenes Problem vermutet. Bei Schwierigkeiten mit der Darmentleerung sollen Kinder an einen gleichmäßigen Tagesrhythmus gewöhnt und zum Toilettengang zu bestimmten Uhrzeiten motiviert werden.

## Pseudo-Obstipation
Wenn der Darm entleert ist, kann es einige Tage dauern, bis wieder normaler Stuhlgang auftritt. Es handelt sich dabei um einen natürlichen Vorgang und nicht um eine Verstopfung. Die Einnahme eines Abführmittels ist unnötig. Gründe für eine solche Darmentleerung können in einer Ernährungsumstellung, wie bei einer Diät oder einer vorangegangenen Fastenkur, liegen. Andere Gründe sind heftiger Durchfall oder Missbrauch von Abführmitteln, aber auch die vorhergehende Entleerung bei Darmuntersuchungen, wie der Koloskopie

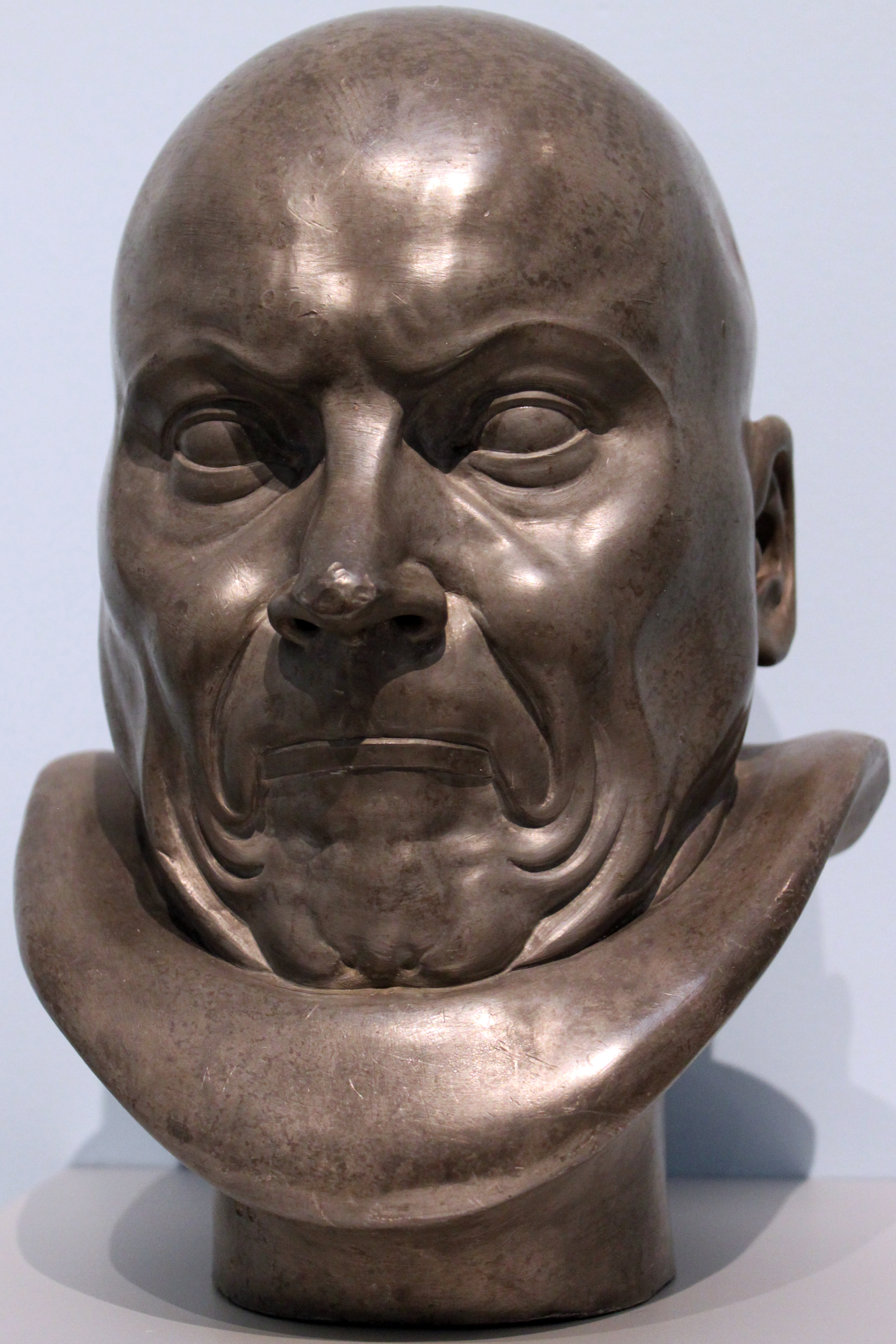
Ein mit Verstopfung Behafteter. Von Franz Xaver Messerschmidt, 1775, Germanisches Nationalmuseum Nürnberg

## Gesundheitliche Folgen
In der Vergangenheit wurden zahlreiche Folgeerkrankungen der Verstopfung vermutet, die Evidenz für solche Annahmen ist jedoch gering. Insbesondere lässt sich die Annahme, Obstipation sei eine Ursache für folgende Erkrankungen, nicht belegen:
- Analfissur[25]
- Hämorrhoiden[26]
- Divertikulitis[27]

Für diese Erkrankungen gelten bestimmte Aspekte der Obstipation als Ursache jedoch als gesichert:
- Senkung im Bereich des Beckenbodens bei Frauen (Gebärmutter, Harnblase, Enddarm)[28]
- Entstehung eines Rektumprolaps[29][30]
- Perianalthrombose[31]
- Entstehung vermeintlicher Stuhlinkontinenz oder Enkopresis bei Kindern[24]

## Behandlung
Eine einheitliche Behandlung kann es angesichts der unterschiedlichen Formen und Ursachen nicht geben. Häufig ist die Obstipation lediglich Symptom einer Grunderkrankung. Von der akuten Obstipation wegen eines mechanischen Darmverschlusses über die chronische slow-transit-Obstipation wegen einer neuro-muskulären Dysfunktion bis hin zur rein funktionellen Obstipation ist es ein weites Feld. Vor jeder Behandlung muss eine Diagnostik stehen, die für die in der Anamnese erhobenen Daten angemessen ist.

### Konservative Behandlung der chronischen Obstipation

#### Allgemeine Empfehlungen
- Auf eine ausreichende Trinkmenge von 1,5 bis 2 Litern täglich sollte geachtet werden.[32]
- Körperliche Inaktivität sollte vermieden werden. Besonders adipöse Personen profitieren von einem angemessenen Bewegungsprogramm.[32]
- Das Unterdrücken des Stuhldrangs sollte nach Möglichkeit vermieden werden.[33]

#### Ernährung
Eine Aufnahme von 30 g Ballaststoffen pro Tag sollte angestrebt werden. Eine Steigerung der Aufnahme von Ballaststoffen führt neben anderen vorteilhaften Auswirkungen auf die Gesundheit zu einer Beschleunigung der Darmpassage (Verkürzung der Transitzeit). Ein bevorzugter Verzehr von Gemüse, Obst und Produkten aus Vollkorngetreide ist daher zu empfehlen. Ballaststoffe führen durch mikrobielle Vergärung im Darm auch zur Bildung von Darmgasen. Kann das Ausmaß des Meteorismus nicht toleriert werden, sind zunächst andere Maßnahmen zu bevorzugen.

#### Beeinflussung der Darmflora
Zur Beeinflussung der Darmflora, auch Mikrobiom des Darms genannt, werden verschiedene Strategien verfolgt. Beim Einsatz von Probiotika werden Mikroorganismen verabreicht, die dem Körper einen gesundheitlichen Nutzen bringen sollen. Präbiotika sind Nährstoffe, die selektiv bestimmte Bestandteile des Mikrobioms fördern sollen. Synbiotika sind Produkte, die beide vorgenannten Bestandteile enthalten. Die Datenlage zu dieser Produktkategorie ist teilweise widersprüchlich. Therapieversuche sind manchmal erfolgreich. Bei Erfolglosigkeit sollte der Therapieversuch nach 4–6 Wochen beendet werden.

#### Medikamentöse Therapie
Abführmittel (Laxantien) können eingesetzt werden, wenn die Maßnahmen der Veränderung des Lebensstils und der Ernährung keinen ausreichenden Erfolg zeigten.  Macrogol, Bisacodyl und Natriumpicosulfat sind Arzneimittel der ersten Wahl. Sie können auch in der Schwangerschaft eingesetzt werden, Macrogol auch bei Kindern. Lactulose, Lactitol, Sorbit und Lactose (letztere nur bei Überschreiten der Verdauungskapazität) sind ebenfalls geeignet. Da sie jedoch teilweise vergoren werden, sorgen sie wie Ballaststoffe häufig für unerwünschte Gasbildung. Laxantien, die auf der osmotischen Wirkung von Salzen beruhen, sind wegen möglicher Wechselwirkungen mit anderen Arzneimitteln nicht zu empfehlen. Die genannten Mittel sorgen für eine Verkürzung der Transitzeit. Zur Erleichterung der Stuhlentleerung bei der anorektalen Obstipation sind bisacodylhaltige oder CO2-freisetzende Zäpfchen geeignet, ebenso die transanale Irrigation (Einlauf).

#### Biofeedback
Es gibt Belege über die vorteilhafte Wirkung von Biofeedback bei Patienten mit einer Fehlfunktion des Beckenbodens. Hierbei erhält der Patient über eine anale Sonde optische Rückmeldungen über die Koordination der Schließmuskelfunktion. Farbige Leuchtdioden zeigen dabei die Anspannung oder Entspannung des Schließmuskelapparates an. Biofeedback ist auch für Kinder geeignet.

#### Opioid-induzierte Obstipation
Dieser Begriff bezeichnet den Sonderfall einer Nebenwirkung von bestimmten Schmerzmitteln, die zu der Gruppe der Opioide gehören. Opioide führen zu verminderten Darmbewegungen (Peristaltik) und zu einer Verminderung der Sekretion der Darmschleimhaut. Beides resultiert in einer Verlängerung der Transitzeit und einer Verhärtung des Darminhalts. Da die Verstopfung bei der Anwendung von Opioiden fast schon eine regelmäßige Begleiterscheinung ist, muss bei ihrer Anwendung der Einsatz stuhlgangfördernder Maßnahmen gleich mitgedacht werden. Die oben genannten allgemeinen Maßnahmen sind auch hier angebracht. Die Aufnahme von Ballaststoffen muss mit besonderer Vorsicht erfolgen, da hier die damit verbundene Gasentwicklung besonders nachteilig ist. Die Medikamente zur Verkürzung der Transitzeit sollten frühzeitig eingesetzt werden. Sind diese nicht ausreichend wirksam, sollen sogenannte Opioidantagonisten zum Einsatz kommen. Diese heben die Wirkung der Opioide teilweise wieder auf.

### Operative Behandlung
Die folgenden Behandlungsmethoden sollen nur angewandt werden, wenn alle anderen Behandlungsversuche fehlgeschlagen sind und die Lebensqualität durch die Obstipation deutlich beeinträchtigt wird. Folgende Maßnahmen werden praktiziert:
- Kolektomie mit ileorektaler Anastomose (Entfernung des Dickdarms mit direktem Anschluss des Dünndarms an den Enddarm) zur Behandlung der slow-transit Obstipation. Bis zu 30 % der Patienten erleiden Komplikationen in zeitlichen Zusammenhang mit der Operation, bis zu 15 % erleiden später einen Darmverschluss, bis zu 50 % leiden danach immer noch unter einer Obstipation. Die Indikation ist mit größter Zurückhaltung und nur bei hohem Leidensdruck zu stellen.
- Transanale Resektion bei ano-rektaler Obstipation: Stellen Hindernisse wie ein Rektumprolaps oder eine Rektozele ein Defäkationshindernis dar, kommt diese Methode in Frage. Die Erfolgsrate liegt bei 80 %, die perioperativen Komplikationen bei bis zu 22 %. Schwerwiegende Ereignisse wie Sepsis, Blutung oder Anostomoseninsuffizienz (Undichtigkeit der Darmnaht) treten mit 2 % auf.
- Abdominelle Rektopexie (Befestigung des Enddarms): Sie verhindert den Vorfall des Enddarms beim Stuhlgang. Die am häufigsten durchgeführte Variante ist die Einlage eines Netzes im Rahmen einer Bauchspiegelung. Bis zu 91 % der Patienten berichten über eine Besserung der Beschwerden 1 Jahr nach der Operation. Perioperative Komplikationen treten in bis zu 15 % der Fälle auf, schwerwiegende Komplikationen in bis zu 4 % der Fälle.[39]